# ثنائي سيليسيد الكالسيوم
 ثنائي سيليسيد الكالسيوم مركب كيميائي له الصيغة CaSi2، ويتكون من عنصري الكالسيوم والسيليسيوم (السيليكون). يتدرج أيضاً تحت اسم ثنائي سيليسيد الكالسيوم المركبات التالية CaSi نقطة انصهاره 1220 °س، Ca2Si نقطة انصهاره 920 °س.

## الخواص
- مركب ثنائي سيليسيد الكالسيوم غير منحل في الماء، لكنه بتعرضه للرطوبة يتفكك ويتشكل هيدروكسيد الكالسيوم وغاز الهيدروجين، لذلك يعد من المواد القابلة للاشتعال.
- يتميز ثنائي سيليسيد الكالسيوم بخواصه المختزلة القوية عند وجوده بالحالة النقية، كما يتميز بمقدرته على تشكيل خلائط مع عدة فلزات أخرى مثل الألومنيوم والحديد. هذه الخلائط لها قدرة اختزالية كبيرة أيضاً.
- تظهر خليطة ثنائي سيليسيد الكالسيوم مع الألومنيوم ناقلية كهربائية جيدة، حيث أن لمركب CaAlS موصلية فائقة، في حين أن CaAl2Si2 يمكن أن يكون شبه موصل سالب أو موجب، يكون في الشكل الأخير عند درجات حرارة أخفض من 150 كلفن.[2]

## التحضير
يحضر سيليسد الكالسيوم من تفاعل عنصري الكالسيوم والسيليكون في فرن كهربائي عند درجات حرارة مرتفعة. كما يمكن أن يحضر من تفاعل كربيد الكالسيوم مع ثنائي أكسيد السيليكون.
أما بالنسية لتحضير خليطة ثنائي سيليسيد الكالسيوم مع الفلزات الأخرى فيجري ذلك بعملية اختزال لثنائي أكسيد السيليكون وأكسيد الكالسيوم و/أو كربيد الكالسيوم في فرن كهربائي.

## الاستخدامات
- يستخدم ثنائي سيليسيد الكالسيوم عندما يدخل في تركيب الخلائط مع الأومنيوم مثلاً كمادة نازعة للأكسجين والفوسفور في صناعة الفولاذ.
- يستخدم في مجال تقنية الألعاب النارية في تحضير الدخان من أجل الخدع السينمائية.